# 紀堯姆事件
紀堯姆事件（德語：Guillaume-Affäre）是冷戰時期德國的一起間諜醜聞。這起醜聞圍繞著西德政府內部一名東德間諜的曝光展開，並在德國產生了深遠的政治影響，其中最重要的是1974年西德總理維利·勃蘭特的辭職。
大約在1973年，西德安全機構收到情報稱勃蘭特的一名私人助理君特·紀堯姆是東德的國家間諜。勃蘭特被要求繼續照常工作，他同意了，甚至還和紀堯姆一起度過了一個私人假期。紀堯姆於1974年4月24日被捕。
紀堯姆確實是東德的間諜，受東德國家安全部（史塔西）主要情報局局長馬庫斯·沃爾夫的管理。勃蘭特於1974年5月6日辭去總理職務（儘管他仍然擔任社會民主黨主席並領導該黨直到1987年）。
根據瓦西里·米特羅欣的說法，當克格勃發現紀堯姆受困時，他們命令沃爾夫把他救出來，因為勃蘭特一直對蘇聯友好，他們希望他繼續掌權。 